# Baran (Somalia)
Baran (anche conosciuta come Barran o Badhan) è una città della Somalia situata nell'omonimo distretto nella regione di Sanaag, un territorio conteso dalla Repubblica della Somalia, la Repubblica del Somaliland (non riconosciuta internazionalmente) e lo Stato Autonomo del Puntland.
Nel luglio 2007 il distretto divenne la capitale di Maakhir, uno Stato autoproclamato all'interno della Somalia.
Dal 23 novembre 2007 il distretto è diventato parte del Somaliland ed il sindaco della città Ahmed Mohamed Osman con una cerimonia ha dato il benvenuto alle autorità del Somaliland.
La città è cresciuta dalla guerra civile in Somalia, è presente un ospedale, 3 scuole secondarie ed una Università, sebbene le autorità del Maakhir prevedono di aprire un'altra Università a Buran, un'altra città ad est di Sanag.
Badhan consiste di quattro quartieri: Horseed, Iftin, Furqan e Nour.